# Miodrag Anđelković
Miodrag Anđelković (sinh ngày 7 tháng 12 năm 1977) là một cầu thủ bóng đá người Serbia.

## Sự nghiệp câu lạc bộ
Miodrag Anđelković đã từng chơi cho Cerezo Osaka.

## Thống kê câu lạc bộ

### J.League
| Đội          | Năm       | J.League | J.League | J.League Cup | J.League Cup | Tổng cộng | Tổng cộng |
| Đội          | Năm       | Trận     | Bàn      | Trận         | Bàn          | Trận      | Bàn       |
| ------------ | --------- | -------- | -------- | ------------ | ------------ | --------- | --------- |
| Cerezo Osaka | 2004      | 4        | 1        | 0            | 0            | 4         | 1         |
| Tổng cộng    | Tổng cộng | 4        | 1        | 0            | 0            | 4         | 1         |